# Sterkfontein
Sterkfontein (betyder stark fontän på afrikaans) är ett område med kalkstensgrottor som är speciellt intressanta för paleontologer och antropologer. Platsen, som idag klassas som ett världsarv, ligger nordväst om Johannesburg i Sydafrika, och 9,5 km nordväst om samhället Krugersdorp.
Ett antal mänskliga lämningar har hittats här under de senaste decennierna. Sterfontein kallas ibland mänsklighetens vagga och är sedan 1999 klassad som ett världsarv.
Moderna utgrävningar av grottorna påbörjades i slutet av 1890-talet av kalkstensprospektörer som såg fossilerna och visade dem för forskare. Den var inte förrän 1936 som studenter till professorn Raymond Dart och Robert Broom från Witwatersrand universitet började göra organiserade utgrävningar.
Utgrävningarna avslöjade flera tidiga människor. År 1936 frambringade grottorna den första vuxna Australopithecus, vilket stärkte Raymond Darts uppfattning att skallen, känd som Taungbarnet (Australopithecus africanus), var en mänsklig förfader. Ett uppehåll av utgrävningarna gjordes under Andra världskriget, men efter kriget fortsatte professor Broom utgrävningarna.
År 1947 hittade man en nästan komplett skalle efter en vuxen kvinna, Australopithecus afrikanus, (eller möjligen en ung man). Broom namngav skallen Plesianthropus transvaalensis (nästan-människa från Transvaal), men den blev mer känd under det kortare namnet Mrs Ples. Mrs Ples uppskattas vara mellan 2,6 och 2,8 miljoner år gammal, vilket placerar henne i Pliocen.
Utgrävningarna har fortsatt fram till idag och fynden omfattar nu totalt omkring 500 hominider, vilket gör Sterkfontein till den rikaste fyndplatsen i världen vad gäller tidiga hominider.